# 望亭站
望亭站，是位于中国江苏省苏州市虎丘区的一个铁路车站，距上海站104公里，位于苏州市区的西侧。车站始建于1906年，属上海铁路局管辖。车站设有2条正线、6条到发线，以及通往望亭发电厂和二十四局上海铁建工程有限公司的专用线共8条:673。车站曾经办理客运业务，2007年4月18日第六次大提速后停办，目前仅办理专用线、专用铁道整车货物发到业务。